# Bizantiumi Dionüsziosz
Bizantiumi Dionüsziosz (görögül: ∆ιονύσιος Βυζάντιος latinul: Dionysius Byzantinus; i. e. 1. század – 1. század) görög geográfus.
Büzantionból (Ókori Görögország) származott. 16-ban a trákiai Boszporuszról egy költői művet írt, amelyből részint eredetiben, részint fordításban sok töredék fennmaradt.